# Linda Jo Rizzo
Linda Jo Rizzo, född 1 april 1955 i New York City, amerikansk sångerska och låtskrivare. Hon har ibland använt artistnamnet Mona Lisa. Hon har även varit fotomodell. Hon är sedan många år bosatt i Tyskland. I USA träffade hon Bobby Orlando och deltog i hans grupp, The Flirts åren 1983 och 1984. Hon flyttade sedan 1984 till Tyskland och startade sin egen musikkarriär där.